# اونومیشل
اونومیشل (به چکی: Onomyšl) یک منطقهٔ مسکونی در جمهوری چک است که در ناحیه کوتنا هورا واقع شده‌است. اونومیشل ۱۲٫۸۸ کیلومتر مربع مساحت و ۲۹۴ نفر جمعیت دارد و ۴۴۲ متر بالاتر از سطح دریا واقع شده‌است.